# Joseph Salmon
Joseph Salmon   (la Haia, 5 d'abril de 1864 - Aix-en-Pévèle, 31 d'octubre de 1943) fou violoncel·lista i editor de treballs del violoncel del segle xviii.
Hi ha molt poques dades biogràfiques de Salmon. Se sap que fou professor de violoncel a París on tingué entre els seus alumnes l'empordanès Ricard Pichot Gironès. Va fer molts arranjaments de treballs del seu instrument d'altres compositors.

## Llista no exhaustiva d'obres originals de Salmon
- Caprice for cello and piano (pub. E. Baudoux, 1895/96? Publication noted in the Bibliographie de la France 2nd series, 85th year, Nº 1, 4th January 1896, page 11, registration 53.)
- Berceuse for Cello and Piano, Op.6 (Durand, ca.1896)
- Intermezzo extracted from the composer's Suite for Cello and Piano (Op.7), arranged for piano solo (pub. Durand, 1900) (both Publication noted in the Bibliographie de la France 2nd series, 89th year, Nº 51, 22 December 1900, p.859, regs. 5892–93..)
- Intermezzo for Cello and Piano, Op.8 (Durand, ca.1900)
- Humoresque for piano, Op.9 (pub. Durand, 1900? Publication noted in the Bibliographie de la France 2nd series, 89th year, Nº 8, 24th February 1900, p.134, registration 679.. Op.9 from WorldCat. Plate D. et F. 5705.)
- Nocturne [No.1] for Cello and Piano, Op.10 (Durand, ca.1900)
- Nocturne No.2 for Cello and Piano, Op.11 (Durand, ca.1900) (also transcribed for piano solo by the composer and published ca.1900)
- Scherzo for piano, Op.12 (pub. Durand, 1900)
- Morceau de fantaisie for Cello and Piano, Op.13 (Durand, ca.1900)
- Elegie for Cello and Piano (pub. by Van Eck, La Haye)